# 제진주
제진주(諸辰珠, 1953년 3월 20일~ )은 대한민국의 소방공무원, 대학 교수, 행정학자이다. 제1기 소방간부후보생으로 1977년 11월 26일 임용되어 경기도 소방재난본부장으로 퇴직하였다. 이후 인제대학교, 서울시립대학교 교수 등을 역임하였다.

## 경력
- 77.11 ~ 80.10 소방위 임용. 경기도 성남소방서 근무
- 96. 8 ~ 98.12 서울 송파소방서장
- 98.12 ~ 99. 5 서울 동대문소방서장
- 99. 8 ~ 02.12 강원도 소방본부장
- 04. 1 ~ 05. 1 중앙소방학교장
- 05. 1 ~ 06. 3 경기 소방재난소방본부장
- 한국화재보험협회 상근고문
- 인제대학교(경남 김해소재) 보건안전공학과 겸임교수
- 한국사이버대학교 소방방재학부 초빙교수
- 서울시립대학교 재난과학과 교수
- 2022.11 ~ 2022.12: 국민의힘 이태원 사고조사 및 안전대책 특별위원회 위원 겸 안전대책소위 위원

## 학력
- ’68. 3. 2 ~ ’71. 2.28 휘문고등학교
- ’79. 3. 1 ~ ’83. 2.22 서울시립대학 무역학과 학사
- ’85. 3. 1 ~ ’88. 2.28 서울시립대학원 도시계획학과 석사
- ’93. 3. 1 ~ ’95. 6.30 서울시립대학원 도시행정학과 박사 수료